# Mathieu Peluchon
Pas d'image ? Cliquez ici

a Compétitions nationales et continentales officielles uniquement.

b Matchs officiels uniquement.
Dernière mise à jour le 14 mai 2020.
Mathieu Peluchon, né le 23 juin 1987 à Bordeaux est un joueur international espagnol, d'origine française, de rugby à XV évoluant au poste d'arrière.

## Biographie
Formé dans sa ville natale de Bordeaux au Bordeaux Bègles, il signe chez les professionnels à Auch en 2009. Souvent blessé, il participe à 38 matchs lors de ses 3 premières saisons, avant de finalement s'imposer à la suite d'une saison pleine (sans blessure) en 2012/2013 : il joue 26 matchs, dont 24 comme titulaire. Malgré cette bonne saison, il décide de changer de club pour rejoindre le SC Albi, en remplacement de Geoffrey Palis parti à Castres. Il réalise une première année correcte dans une formation de bas de tableau. Mais c'est l'année suivante où il s'impose réellement : sur les 30 premiers matchs, il en joue 26, tous en tant que titulaire. De plus, avec le départ de Samuel Marques à Pau, il devient le buteur n°1 de son équipe pour la première fois de sa carrière, et à deux journées de la fin du championnat, il pointe à la première place du classement des réalisateurs avec 326 points. Il est en contact avec Perpignan, mais préfère prolonger au SCA. Contre cette même équipe de l'USAP, durant la 29e journée, il se blesse à la 10e minute, déclarant ainsi forfait pour la fin de la saison, laissant ainsi la place de meilleur réalisateur au Carcassonnais Gilles Bosch. Quatre mois après son dernier match officiel, il est titularisé lors de la 4e journée de Pro D2 2015-2016, à nouveau contre l'USAP, jouant environ 60 minutes, avant d'être remplacé par Nasoni Naqiri. Mais il ne joue que deux matchs, avant de se blesser de nouveau, deux mois. Finalement, après avoir repris fin janvier 2016, contre Montauban puis Carcassonne, il se fait opérer du genou, ce qui clôt sa saison 2015-2016, après seulement 4 matchs disputés, tous en tant que titulaire.

## Style
Il s'agit d'un arrière doté d'une très bonne qualité de jeu au pied, aussi bien en termes de longueur que de précision. Il a en revanche été souvent sujet aux blessures.